# Mont Tremblant
Mont Tremblant – góra w Kanadzie, w prowincji Quebec. Najwyższy wierzchołek góry zwany pic Johansen (szczyt Johansen). U podnóża masywu znajduje ważny ośrodek narciarski i wypoczynkowy – Mont-Tremblant.
Roślinność masywu zdominowana jest w dolnych partiach przez klon i brzozę papierową, natomiast w partiach górnych przez jodłę i brzozę żółtą.